# Leninski raën
Il Leninski raën (distretto di Lenin, in bielorusso: Ленінскі раён) è uno dei raën in cui è suddivisa la capitale bielorussa di Minsk.